# Język longobardzki
Język longobardzki – wymarły język germański, używany przez Longobardów, od VI wieku n.e. na terenie dzisiejszych Włoch.